# Богородчанская поселковая община
Богородчанская поселковая общи́на (укр. Богородчанська селищна громада) — территориальная община в Ивано-Франковском районе Ивано-Франковской области Украины.
Административный центр — посёлок Богородчаны.
Население составляет 28358 человек. Площадь — 255,8 км².

## Населённые пункты
В состав общины входят 1 посёлок (Богородчаны) и 16 сёл:
- Глыбовка
- Глубокое
- Горохолина
- Горохолин Лес
- Грабовец
- Диброва
- Жураки
- Забережье
- Иваниковка
- Копачовка
- Ластовцы
- Подгорье
- Поховка
- Саджава
- Старуня
- Хмелевка